# شاهی (پول)

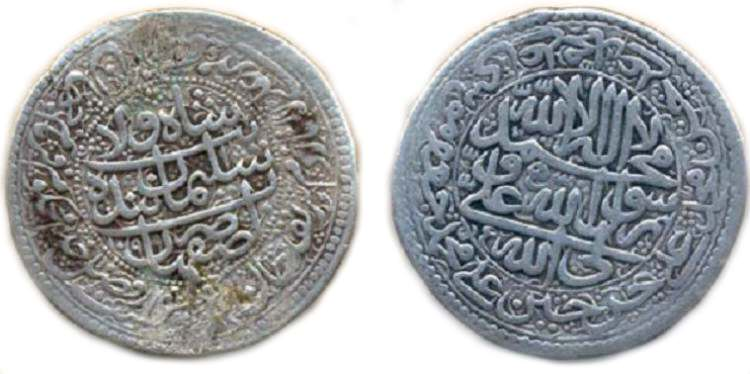
سکه بیست شاهی شاه سلیمان صفوی به سال ۱۶۹۰

شاهی واحد شمارش دینار در گذشته بود و هر پنجاه دینار را برابر با یک شاهی فرض می‌کردند.
شاهی طلا مساوی هفت نخود و برابر دو ریال بود. سکه‌های ده شاهی و پنج شاهی نیز وجود داشت. شاهی نقره برابر با ۳ شاهی و یک‌هشتم بود.
همهٔ این سکه‌ها به اندازه و قواره خاصی ضرب می‌شدند و آنرا پول دیوانی یا پول زنده می‌نامیدند و با این احتساب تومان شامل ۲۰۰ شاهی و ریال ۲۰ شاهی بود. پول دیوانی در تهران و تبریز و شیراز و اصفهان و برخی دیگر از شهرها ضرب می‌شد.
شاهی دیوانی مرکب از دو سکه مسی بود که وزن و ارزش هردو تقریباً یکی است و برابر پنج سانتیم فرانسه است. ولی ضربشان بد است و ساختشان خوب نیست و شکل شیر و خورشید روی آنها موجود است. سکه نقره (پول زنده) در شهرهای تهران، زنجان، رشت، قم، خوی، لاهیجان، قزوین و ایروان ارزش ۲۵ شاهی داشت و سکه خاص دیگری در این شهرها نبود.